# Lumină solară

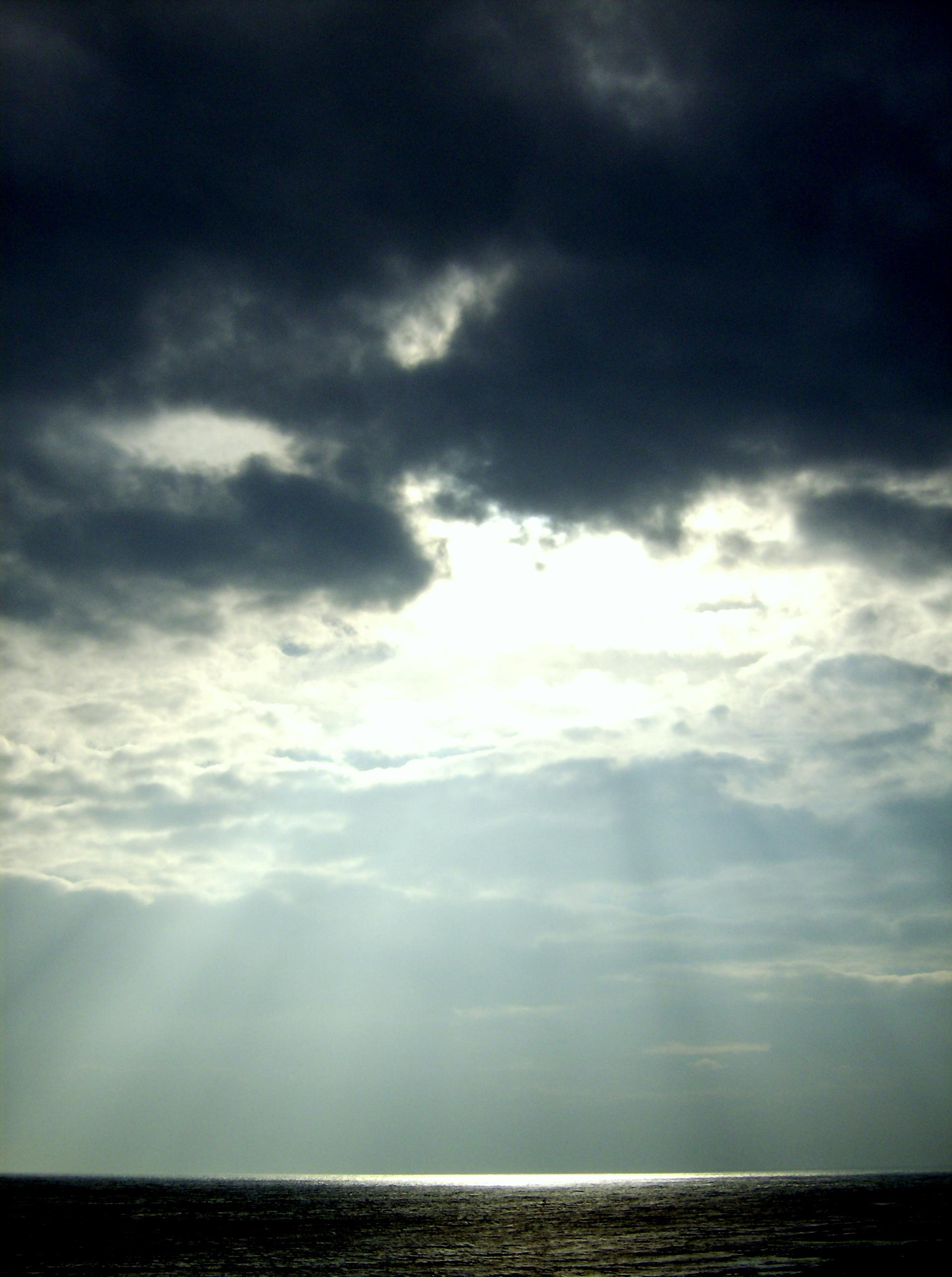
Lumina solară trecând printre nori.

Lumina solară reprezintă, în sensul larg, totalitatea spectrului de radiații electromagnetice care provin de la Soare (radiația în infraroșu, lumina vizibilă și lumina ultravioletă). Până să ajungă la nivelul suprafeței terestre, lumina solară este filtrată de către atmosfera Pământului. Durează aproximativ 8,3 minute pentru ca lumina provenită de la Soare să ajungă la suprafața Pământului.